# Cylindroiulus molisius
Cylindroiulus molisius är en mångfotingart som beskrevs av Karl Wilhelm Verhoeff 1932. Cylindroiulus molisius ingår i släktet Cylindroiulus och familjen kejsardubbelfotingar. Utöver nominatformen finns också underarten C. m. umbrae.